# Notoxus capriviensis
Notoxus capriviensis is een keversoort uit de familie snoerhalskevers (Anthicidae). De wetenschappelijke naam van de soort is voor het eerst geldig gepubliceerd in 1986 door van Hille.